# Adam Józef Riedl
Adam Józef Riedl (ur. 7 listopada 1896 we Lwowie, zm. 10 kwietnia 1964 w Warszawie) – pułkownik artylerii Wojska Polskiego.

## Życiorys
Urodził się 7 listopada 1896 we Lwowie, w rodzinie Jana.
W czasie I wojny światowej walczył w szeregach cesarskiej i królewskiej Armii. Jego oddziałem macierzystym był pułk armat polowych nr 32, który później został przemianowany na pułk haubic polowych nr 30, a następnie na pułk artylerii polowej nr 130. Na stopień podporucznika rezerwy został mianowany ze starszeństwem z 1 lutego 1917 w korpusie oficerów artylerii polowej i górskiej.
W 1918 został przyjęty do Wojska Polskiego i zatwierdzony do stopnia podporucznika. U kresu wojny w listopadzie 1918 uczestniczył w obronie Lwowa w 1918 w trakcie wojny polsko-ukraińskiej w szeregach 1 pułku artylerii polowej Lwów. Został awansowany na stopień porucznika artylerii ze starszeństwem z dniem 1 czerwca 1919, a następnie na stopień kapitana artylerii ze starszeństwem z dniem z 1 lipca 1923. W latach 20. był oficerem w macierzystym 5 pułku artylerii polowej, w tym w 1923 na stanowisku adiutanta sztabowego. W 1928 był oficerem Centrum Wyszkolenia Artylerii. Był instruktorem na kursach artyleryjskich w Toruniu. Został awansowany na stopień majora artylerii ze starszeństwem z dniem 1 stycznia 1931. W lutym 1932 został przeniesiony do 14 pułku artylerii lekkiej w Poznaniu na stanowisko dowódcy dywizjonu. W czerwcu 1936 został przeniesiony do 30 pułku artylerii lekkiej w Brześciu na stanowisko kwatermistrza. Na stopień podpułkownika został awansowany ze starszeństwem z 19 marca 1938 i 25. lokatą w korpusie oficerów artylerii. W lipcu 1938 został przeniesiony do 7 pułku artylerii ciężkiej w Poznaniu na stanowisko I zastępcy dowódcy pułku. We wrześniu 1939 został wyznaczony na stanowisko dowódcy 55 pułku artylerii lekkiej.
Podczas II wojny światowej został oficerem Polskich Sił Zbrojnych. 20 marca 1943 Naczelny Wódz mianował go z dniem 1 kwietnia 1943 dowódcą 1 pułku artylerii ciężkiej. 10 kwietnia tego roku objął dowództwo pułku. Z dniem 1 listopada 1943 dowodzony przez niego oddział został przeformowany w 2 pułk artylerii motorowej. 18 listopada 1943 został zastępcą dowódcy artylerii dywizyjnej 1 Dywizji Pancernej. Do końca życia pozostawał w stopniu pułkownika artylerii.
Zmarł 10 kwietnia 1964 w Warszawie. Został pochowany na Cmentarzu Wojskowym na Powązkach w Warszawie (kwatera IIB 30, rząd 6, grób 25). W tym samym grobie została pochowana jego żona Wanda (1900–1977) i młodsza córka Barbara po mężu Warda (1929–2015).

## Ordery i odznaczenia
- Krzyż Walecznych dwukrotnie (przed 1923)[5][14]
- Złoty Krzyż Zasługi – 25 maja 1939 „za zasługi w służbie wojskowej”[21]
- Medal Niepodległości – 9 listopada 1933 „za pracę w dziele odzyskania niepodległości”[22]
- Brązowy Medal Zasługi Wojskowej z mieczami na wstążce Krzyża Zasługi Wojskowej[2]
- Srebrny Medal Waleczności 2 klasy[2]
- Krzyż Wojskowy Karola[2]